# Wilber (Nebraska)
Wilber é uma cidade localizada no estado americano de Nebraska, no Condado de Saline.

## Demografia
Segundo o censo americano de 2000, a sua população era de 1761 habitantes.
Em 2006, foi estimada uma população de 1797, um aumento de 36 (2.0%).

## Geografia
De acordo com o United States Census Bureau, a localidade tem uma área de 2,3 km², sem área coberta por água. Wilber localiza-se a aproximadamente 405 m acima do nível do mar.

## Localidades na vizinhança
O diagrama seguinte representa as localidades num raio de 16 km ao redor de Wilber.